# Thomas Bieger

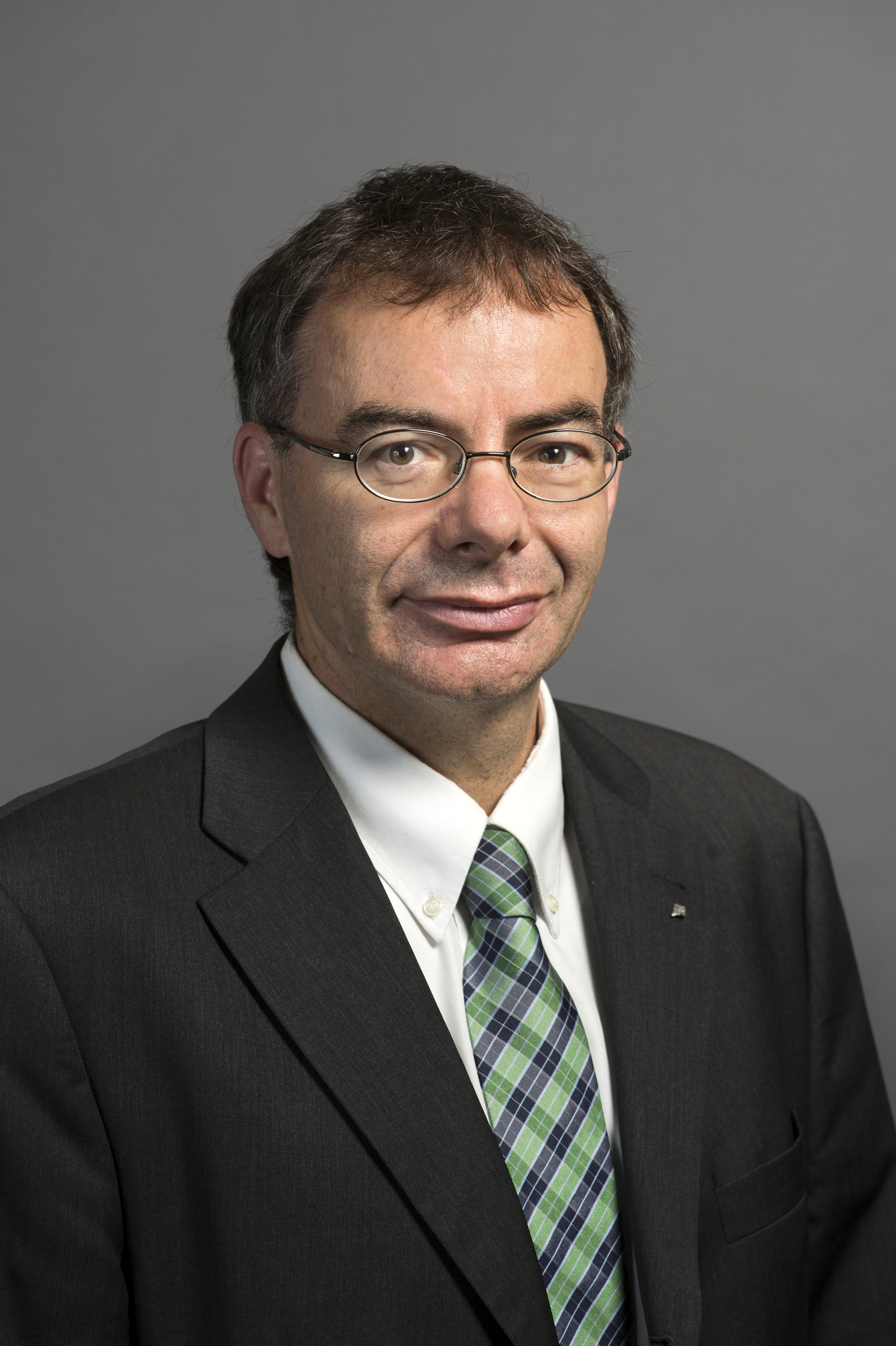
Thomas Bieger (2012)

Thomas Andreas Bieger (* 26. April 1961 in Basel; heimatberechtigt ebenda) ist ein Schweizer Betriebs- und Volkswirtschafter. Bieger amtete von 2011 bis 2020 als Rektor der Universität St. Gallen und ist ordentlicher Professor für Betriebswirtschaftslehre mit besonderer Berücksichtigung der Tourismuswirtschaft sowie Direktor des Instituts für Systemisches Management und Public Governance.

## Leben

### Ausbildung und Forschungstätigkeit
Thomas Bieger hat an der Universität Basel Betriebswirtschaft studiert und 1984 mit dem Lizenziat abgeschlossen. 1987 hat er dort seinen Doktorgrad mit Schwergewicht Volkswirtschaftslehre und Regionalökonomie erlangt.
Seither hat Bieger an verschiedenen Universitäten geforscht und unterrichtet. Er hatte Gastprofessuren an der Universität Innsbruck und an der Wirtschaftsuniversität Wien, Lehrtätigkeiten an der Simon Fraser University in Vancouver, an der Università Svizzera Italiana in Lugano und 2005 als William Evans Fellow an der University of Otago in Neuseeland.
Biegers Forschungs-Schwergewichte sind Dienstleistungsmanagement, Destinationsmanagement, Standortmanagement, Kundenverhalten, Geschäftsmodelle und Hochschulmanagement.

### Berufliche Tätigkeit
Bieger war beruflich im Konsumgütermarketing und im Tourismus-Marketing tätig.
Von 1985 bis 1987 hat Bieger am Institut für angewandte Wirtschaftsforschung der Universität Basel mitgearbeitet.
Von 1985 bis 1991 war er Dozent und ab 1988 Mitglied der Schulleitung der Hochschule Luzern. Dort hat er 1988 die Höhere Fachschule für Tourismus aufgebaut, war als Fachvorstand Marketing zuständig und konzipierte das Institut für Tourismuswirtschaft.
Von 1991 bis 1996 restrukturierte und leitete er die Academia Engiadina in Samedan mit Internat als privatrechtliche AG. Er sorgte für den Aufbau und die Angliederung der Höheren Fachschule für Tourismus Graubünden.
An der Universität St. Gallen war er von 2003 bis 2005 Dekan der betriebswissenschaftlichen Abteilung, von 2005 bis 2011 Prorektor. Am 1. Februar 2011 wurde er Rektor der Universität St. Gallen und trat die Nachfolge des deutschen Wirtschaftswissenschaftlers Ernst Mohr an.
Bieger wollte die Position der HSG als führende Wirtschaftsuniversität Europas stärken sowie in Teilgebieten auch außerhalb Europas eine Spitzenposition erreichen. Diese Zielsetzung sei wichtig, da sich der Wettbewerb im Bildungsbereich in den vergangenen Jahren von einer nationalen, über eine europäische bis hin zu einer globalen Ebene verlagert habe. Nur mit einer Stärkung der internationalen Bekanntheit durch Spitzenleistungen in Lehre und Forschung bleibe die HSG auch in Zukunft für herausragende Dozierende und Studierende attraktiv. Die Erlöse dieser Internationalisierung wolle die HSG für die Region nutzbar machen.
Im Februar 2020 wurde der Staatsrechtprofessor Bernhard Ehrenzeller neuer Rektor der Universität.
Am 24. März 2022 wurde Thomas Bieger Präsident der AQ Austria. Für die Funktionsperiode 2023 bis 2028 wurde er Mitglied des Universitätsrates der Wirtschaftsuniversität Wien.

## Mandate und Engagements
Bieger hält das Amt des Verwaltungsratspräsidenten der Schweizer Gesellschaft für Hotelkredit inne. Vom Amt des Verwaltungsratspräsidenten bei der Jungfraubahn Holding ist er im Jahr 2022 zurückgetreten.
Weitere Mandate in Stiftungs- und Verwaltungsräten übernahm er seit 1996 bei der Genossenschaft Migros Ostschweiz (2004–2011), Roland Berger International Consultants, beim Internationalen Tourismus Symposium in Zermatt, Swiss Luftfahrtstiftung, Olma-Messen (2008–2011), RIGI BAHNEN (2004–2011), Academia Engadin (1991–2004), Bergbahnen Disentis (1997), Alpine Classic Hotels Service und Private Selection Service (1997–2002), Appenzeller Bahnen (1997–2009), Sportbahnen Elm und Genossenschaft Mensa HSG (2005–2010).
Darüber hinaus war Thomas Bieger von 2010 bis 2014 Präsident der Global Alliance in Management Education (CEMS). Aktuell ist er Mitglied des Boards von EQUIS (European Quality Improvement System) und des EFMD (European Foundation for Management Development), sowie Präsident des SBB Forschungsfonds. Er war Präsident der Kammer universitärer Hochschulen (2016–2020) und Vizepräsident von Swissuniversities (2016–2020). Er war Mitglied des European Council von Association to Advance Collegiate Schools of Business.

## Publikationen
Er ist Mitherausgeber von Thexis, Tourism Journal, dem Schweizer Jahrbuch der Tourismuswirtschaft und des Schweizer Jahrbuches für Verkehrswirtschaft.

## Privates
Thomas Bieger ist verheiratet. Er hat eine Tochter und einen Sohn.
Bieger war während seines Studiums im Militär und im Ruderclub sehr aktiv. Er ist Stabsoffizier a D.